# Sojus TMA-1
Sojus TMA-1 ist die Missionsbezeichnung für den Flug eines russischen Sojus-Raumschiffs zur Internationalen Raumstation (ISS). Es war der fünfte Besuch eines Sojus-Raumschiffs bei der ISS und der 111. Flug im Sojusprogramm.

## Besatzung

### Startbesatzung
- Sergej Wiktorowitsch Saljotin (2. Raumflug), Kommandant ( Russland)
- Frank De Winne (1. Raumflug), Bordingenieur ( ESA/ Belgien)
- Juri Walentinowitsch Lontschakow (2. Raumflug), Bordingenieur ( Russland)

### Ersatzmannschaft
- Juri Walentinowitsch Lontschakow, Kommandant
- Alexander Iwanowitsch Lasutkin, Bordingenieur

### Rückkehrbesatzung
- Nikolai Michailowitsch Budarin (3. Raumflug), Kommandant ( Russland)
- Kenneth Duane Bowersox (5. Raumflug), Bordingenieur ( NASA/ Vereinigte Staaten)
- Donald Roy Pettit, (1. Raumflug) Bordingenieur  ( NASA/ Vereinigte Staaten)

## Missionsüberblick
Während bemannter Missionen an Bord der ISS ist immer ein dreisitziges Sojus-Raumschiff angekoppelt. Aus Sicherheitsgründen, vor allem wegen des geladenen Treibstoffs bleiben diese Raumschiffe maximal sechs Monate auf der ISS und müssen deswegen regelmäßig ersetzt werden. Missionen, die die Sojus-Raumschiffe ersetzen, bekamen dadurch den Namen „taxi-flights“.
TMA-1 war das erste Exemplar der neuen Sojus-Generation mit verbesserten Landesystemen. Beim Wiedereintritt der TMA-1 kam es aufgrund eines Systemfehlers zu einem ballistischen Wiedereintritt, wodurch die Besatzung größeren Belastungen ausgesetzt war als bei einem gelenkten und normalerweise angewandten Wiedereintritt.
Die TMA-1 war die 5. Sojus, die zur ISS flog und ersetzte das ältere Modell Sojus TM-34, die seit April 2002 im All war.

### Verspätung beim Start
Wegen eines Fehlers an einer anderen Sojus-Rakete am 15. Oktober 2002 in Plessezk wurde der Start von Sojus TMA-1 um zwei Tage vom 28. Oktober 2002 auf den 30. Oktober 2002 verschoben, um mehr Zeit zu haben den Grund des Fehlers zu finden. Das offizielle Resultat der Untersuchung war, dass ein Fremdkörper im Antrieb zu Scheitern des Starts führte. Das Problem wurde als unwichtig für andere Raketen desselben Typs eingestuft, und die Vorbereitungen für TMA-1 konnten wie geplant weitergeführt werden.

### Der Start
Die Rakete Sojus-FG mit dem Raumschiff  Sojus TMA-1 startete am 30. Oktober 2002, 03:11:11 UTC vom Kosmodrom Baikonur. Neun Minuten später erreichte die TMA-1 mit Kommandant Sergej Saljotin, Bordingenieur Juri Lontschakow und dem ESA-Astronaut Frank De Winne die Umlaufbahn. Das Raumschiff legte am Freitag, 1. November um 05:01 UTC an den Kopplungsstutzen Pirs der ISS an. 1,5 Stunden später wurde die Luke zur ISS geöffnet. Die Crew kehrte acht Tage später an Bord des Raumschiffs Sojus TM-34, das schon 6 Monate im All war, auf die Erde zurück.

### Ende der Mission
Die Sojus TMA-1 war bis Mai 2003 als Rettungsboot für die Crew an der ISS. Ursprünglich war geplant, dass eine andere „Taxi“-Besatzung mit der TMA-1 auf die Erde zurückfliegen würde. Wegen der Columbia Katastrophe im Februar 2003 blieb die Shuttleflotte am Boden und die Sojus TMA-1 war die einzige Rückkehrmöglichkeit für die sechste Langzeitbesatzung der ISS.